# Ostericum tenuifolium
Ostericum tenuifolium är en växtart i släktet Ostericum och familjen flockblommiga växter. Den beskrevs av Peter Simon Pallas och Kurt Sprengel som Athamanta tenuifolia, och fick sitt nu gällande namn av Y.C.Chu 1995.
Arten är en perenn ört som förekommer i nordöstra Kazakstan, Sibirien, Mongoliet och nordöstra Kina.